# 미전신호소 열차 충돌 사고
미전신호소 열차 충돌 사고(美田信號所列車衝突事故)는 1994년 8월 11일 오후 3시 3분에 경상남도 밀양군(현 밀양시) 삼랑진읍 경부선 미전역에서 대구역을 떠나 마산역으로 가던 무궁화호 217열차와 부산역을 출발하여 대구역으로 가던 무궁화호 202열차가 정면 충돌하여 많은 인명 피해가 발생한 철도 사고이다.

## 사건 경과
1994년 8월 11일 오후 3시 3분경에 대구발 마산행 무궁화호 217열차(하행)와 부산발 대구행 무궁화호 202열차(상행)가 충돌하여 발생한 사고이다. 한편 사고 직전에는 하행선을 이용하는 217열차에게 정상 진행 신호를 내렸고, 상행선을 이용하는 202열차에는 정지 신호가 내려졌다. 그러나, 202열차가 정지 신호를 어긴 채로 진행했으며 결국 217열차와 정면 충돌하였다.

## 사고 원인
사고 구간인 미전선은 경부선과 경전선이 만나 교차하는 구간으로서 사고시 큰 위험을 안고 있던 구간이었다. 직접적인 사고 원인은 마산 방면으로 가던 217열차가 먼저 지나간 후 대구 방면으로 가는 202열차가 통과하는 것이 순서였으나, 202열차의 기관사가 신호 오판으로 사고 구간인 미전신호소에 진입하다가 217호 열차와 충돌한 것으로 보았다.
한편 열차 기관사가 졸음운행을 하였거나 5현시 구간인 경부선에서 경전선에서 사용하는 3현시 방식으로 신호 제어 장치를 임의 조작하였다는 설이 제기됨으로써 사고조사를 하던 철도 당국과 해당 구간을 지나는 다른 기관사들간에 마찰을 빚기도 하였다. 하지만 양쪽 기관사가 모두 사망하여 정확한 진술을 받을 수 없고, 사고 원인을 규명할 속도기록장치가 사고 열차에는 장착되어 있지 않은데다가 ATS(자동정지 장치) 파손돼 감정이 불가능 하므로, 수사진의 추정으로만 확인했을 뿐, 결국 정확한 사고 원인을 규명하는 데에는 실패하였다.

## 인명피해 및 재산피해
이 사고로 양쪽 열차의 기관사와 승무원, 승객인 20대 여성 등 4명이 그 자리에서 사망하고 나머지 승객 219명이 중경상을 입었다. 또한 두 편성의 열차 중에서 양쪽 선두 차량이 반 토막이 나는 등 객차 자체도 크게 파손되었다. 사고 수습 때문에 이 구간이 다음날 새벽까지 불통되었다.

## 사고 구간의 현 상황
미전선은 2004년 4월 1일 KTX개통을 앞두고 입체 교차식으로 시설 개선이 이루어졌다.